# Gerhard Schoenberner

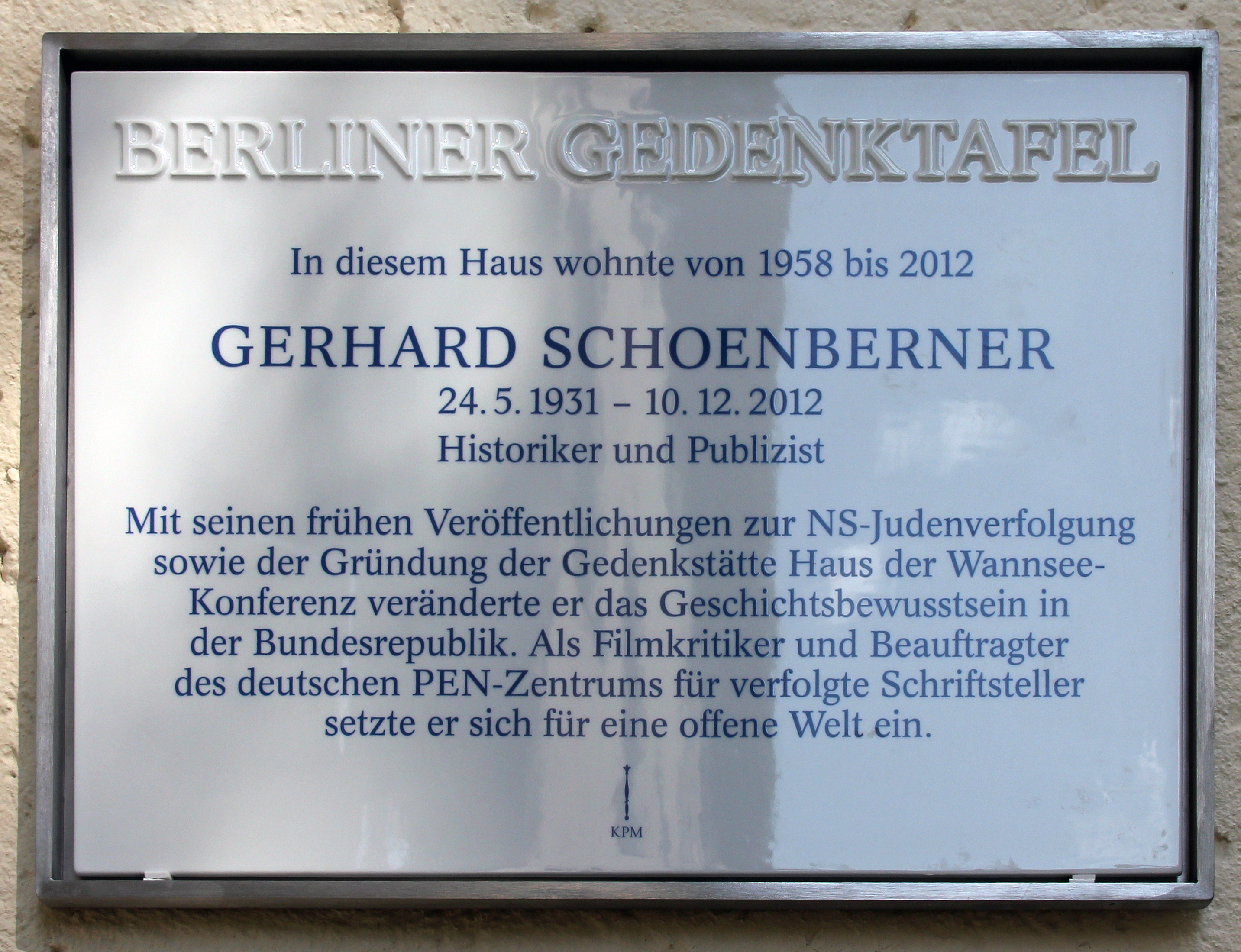
Berliner Gedenktafel am Haus, Selmaplatz 5, in Berlin-Zehlendorf

Gerhard Schoenberner (* 24. Mai 1931 in Neudamm, Brandenburg, heute Dębno, Polen; † 10. Dezember 2012 in Berlin) war ein deutscher Autor, Filmhistoriker und Pionier der öffentlichen Auseinandersetzung mit den Verbrechen während der Zeit des Nationalsozialismus. Er selbst bezeichnete die Bedrohung durch Diktatur und Krieg als einen prägenden Einfluss seiner Kindheit.

## Leben
Gerhard Schoenberner war der Sohn eines Pfarrers und Neffe des Schriftstellers Franz Schoenberner. Er besuchte das Gymnasium in Küstrin und legte 1949 in Berlin sein Abitur ab. Er studierte im Abendstudium Politikwissenschaft und an der Freien Universität Berlin Germanistik und Theaterwissenschaften.
1956 heiratete er Mirjana (Mira) Bihaly, deren Onkel Paul Bihaly ab 1928 in Belgrad eine literarische Zeitschrift herausgegeben hatte und in dem progressiven Literatur-Verlag NOLIT die aktuelle zeitgenössische Literatur in serbischer Sprache veröffentlichte. Paul wurde 1941 verhaftet und ermordet. Mira Schoenberner war die wichtigste Mitarbeiterin bei Gerhard Schoenberners Veröffentlichungen.
1961 war Schoenberner Teil einer Beobachterdelegation westdeutscher Jungjournalisten, die im Auftrag des Deutschen Bundesjugendrings (DBJR) vom Prozess gegen Adolf Eichmann aus Jerusalem berichteten.

## Wirken
Gerhard Schoenberner hatte zahlreiche Funktionen inne; auf ihn gehen viele Initiativen zurück: Von 1973 bis 1978 war er Direktor des Goethe-Instituts in Tel Aviv, das damals noch „Deutsches Kulturzentrum“ hieß. Er war Mitglied der Freiwilligen Selbstkontrolle der Filmwirtschaft (FSK) und wandte sich als Vertreter der öffentlichen Hand gegen die Aufweichung von deren demokratischen Grundsätzen während des Kalten Kriegs. Als Jurymitglied der verschiedenen Auswahlkommissionen der Bundesfilmförderung und Juryvorsitzender des Kuratoriums „Junger deutscher Film“ der Länder setzte er die Förderung des so genannten neuen deutschen Films durch. Gemeinsam mit dem Filmhistoriker Ulrich Gregor war er verantwortlich für den Aufbau des „Internationalen Forums“, des alternativen zweiten Hauptprogramms der Berliner Filmfestspiele. Schoenberner war Kurator großer Filmreihen im In- und Ausland und Berater ausländischer Filmfestivals.
Seit 1976 war Schoenberner Mitglied des westdeutschen PEN-Zentrums; von 1991 bis 1995 war er Vizepräsident und Beauftragter von dessen Initiative Writers in Prison. Im Auftrag des Goethe-Instituts hielt er an zahlreichen Universitäten im Ausland Vorträge und Seminare zur Filmgeschichte und zur Benutzung des Films als Mittel politischer Propaganda. Schoenberner war 1983 Gründungsvorsitzender der Bürgerinitiative Aktives Museum – Faschismus und Widerstand in Berlin; er war als Mitglied der Fachkommission des Berliner Senats Mitinitiator der später errichteten Gedenkstätte „Topographie des Terrors“. Die Umwidmung der so genannten Wannsee-Villa zur Gedenkstätte „Haus der Wannseekonferenz“ geht unter anderem auf sein Engagement zurück. Er war deren Gründungsbeauftragter und erster Direktor von 1989 bis 1996. Im Jahr 1992 wurde die von ihm konzipierte Ausstellung „Die Judenverfolgung 1933–1945“ eröffnet.
Schoenberner ist Autor zahlreicher Bücher, Dokumentationen, Ausstellungen und Filmen. Zu seinen bedeutendsten Werken zählt das 1960 erschienene und in mehreren Übersetzungen und Neuauflagen veröffentlichte Buch Der gelbe Stern. Die Judenverfolgung in Europa 1933–1945. Es war – neben den gleichzeitig veröffentlichten Büchern von Joseph Wulf – eine der ersten fundierten zeithistorischen Dokumentationen der Judenverfolgung während des Nationalsozialismus und gilt bis heute als Standardwerk. 1980 wurde es unter der Regie von Dieter Hildebrandt verfilmt. Für die ARD produzierte Schoenberner 1969 die zwölfteilige Reihe „Film im Dritten Reich“.
Seine letzte Veröffentlichung Fazit. Prosagedichte wurde ausgesprochen enthusiastisch besprochen:

„Mir ist keine Literatur in deutscher Sprache bekannt, sei es Gedicht oder Prosa, die den Gedichten Schoenberners vergleichbar wäre. Vergleichbar in der Härte und Genauigkeit der Mitteilung dessen, was Deutschland im 20. Jahrhundert vollbrachte. […] Schoenberners Ton wirkt, als könne er nicht anders sein. […] Die grausamsten Vorgänge erscheinen als das Selbstverständlichste. […] So ist es geschehen. Es muss nur festgestellt werden. Es ist immer die Sache selbst, die sich ausspricht. Ohne literarische Attitüde. Und ist doch reine Literatur. Mich erinnert die feierliche Festigkeit Schoenberners an Hölderlin. Gibt es noch einen Dichter, dessen Gedichte so deutlich aus der Geschichte stammen? […] Man kann nicht alle erschießen, das bleibt ein Zuruf von einem, der wacher geblieben ist als wir. Und das aus Gründen, die unsere Geschichte sind.“

„Ein politischer Publizist als Lyriker: das lässt das Schlimmste befürchten. Was mit den Gedichten von Gerhard Schoenberner aber vorliegt, ist das Allerbeste – perfekt rhythmisierte Protokolle gesellschaftlicher Verwerfungen wie psychischer Erschütterungen. Ich kann nur gratulieren.“

Im Gedicht Leichtes Gepäck reist er mit einer verrosteten Schere aus A, einer Ziegelscherbe aus Les Milles, einer verglühten Kachel aus Küstrin, Gewissheiten und Zweifel, zu guter Letzt, mit leichtem Gepäck.

## Auszeichnungen
Für sein Wirken wurde Schoenberner im Jahr 1993 als erster Deutscher mit dem nach Leo Eitinger benannten Preis der Universität Oslo für besonderes Engagement auf dem Gebiet der Menschenrechte geehrt. 2002 wurde er mit dem Bundesverdienstkreuz erster Klasse ausgezeichnet. 2011 wurde ihm die Ehrendoktorwürde der Freien Universität Berlin verliehen. Der Fachbereich Politik- und Sozialwissenschaften der Universität erklärte zur Begründung, Schoenberner zähle zu den Pionieren der öffentlichen Auseinandersetzung mit den Verbrechen während des Nationalsozialismus.

## Werke
- Nachlese. Texte zu Politik und Kultur. Argument Verlag, Hamburg 2016, ISBN 978-3-86754-405-4.
- Joseph Wulf, Aufklärer über den NS-Staat – Initiator der Gedenkstätte Haus der Wannsee-Konferenz. Jüdische Miniaturen Bd. 39, Verlag Hentrich und Hentrich, Berlin 2012.
- Fazit. Prosagedichte. Argument-Verlag, Hamburg 2011, Dt. Orig.-Ausg., ISBN 978-3-88619-488-9.
- Vorwort zu Franz Schoenberner/Hermann Kesten: Briefwechsel im Exil 1933–1945. Herausgegeben von Frank Berninger, Wallstein Verlag, Göttingen 2008.
- Permanente tentoonstelling / Gedenkplaats Huis van de Wannseeconferentie. Ed. Hentrich, Berlin 1998, Nederlandstallige versie.
- Dauerausstellung / Gedenkstätte Haus der Wannsee-Konferenz. Ed. Hentrich, Berlin 1996.
- Mit Hanno Loewy (Redaktion): „Unser einziger Weg ist Arbeit.“ Das Getto in Lodz 1940–1944. Löcker, Wien 1990.
- Zeugen sagen aus. Bertelsmann-Club, Gütersloh 1983.
- Mit Ursula Seifried: Ausländer unter uns. Ein Filmkatalog. Der Senator für Arbeit u. Betriebe, Berlin und Die Freunde d. Dt. Kinemathek e. V., Berlin 1982.
- Red. d. dt. Fassung: Die unheilige Allianz: Stalins Briefwechsel mit Churchill 1941–1945. Mit e. Einl. u. Erl. zum Text von Manfred Rexin. [Übertr. aus d. Engl. u. aus d. Russ.], Rowohlt, Reinbek b. Hamburg 1964 [1. – 8. Tsd.]
- Wir haben es gesehen. Rütten & Loening, Hamburg 1962.
- Der gelbe Stern. Rütten & Loening, Hamburg 1960.
- Als Herausgeber: Künstler gegen Hitler. Inter Nationes, Bonn 1984.
- The Yellow Star: The Persecution of the Jews in Europe, 1933–1945. Fordham University Press, New York 2004.